# William H. Calvin

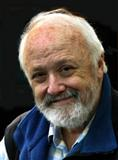
William H. Calvin, 2004

William H. Calvin (* 30. April 1939) ist theoretischer Neurobiologe und Professor für Psychiatrie und Verhaltensforschung an der University of Washington in Seattle.
In mehreren, zum Teil auch populärwissenschaftlichen Büchern verbindet er Neurophysiologie und Evolutionsbiologie zu Theorien über die Entwicklung des Denkens. Seiner Theorie nach ist die Großhirnrinde in Sechseck-Flicken aufgeteilt. Das sogenannte spatiotemporale Feuermuster aktiviert eines dieser Sechsecke der Großhirnrinde und damit einen bestimmten Begriff, ein Bild oder eine bestimmte Melodie.
Über das Buch „Die Sprache des Gehirns“ stellt eine Rezension auf Spektrum.de fest: „Es handelt sich um Calvins ganz private Theorie, und bei aller Originalität sind seine Ideen in wesentlichen Punkten nicht durch experimentelle Indizien gestützt, geschweige denn durch Fakten belegt. Das Fehlen von Verweisen auf Fachliteratur ist ein indirektes Eingeständnis dieser Tatsache. Auch gut fünf Jahre nach Erscheinen der amerikanischen Originalausgabe hat sich an dieser Sachlage nichts geändert.“

## Bücher (In deutscher Übersetzung erschienen)
- The River that Flows Uphill: A Journey from the Big Bang to the Big Brain. (1986) 
  - deutsch: Der Strom, der bergauf fließt. Eine Reise durch die Evolution. 1994, Carl Hanser Verlag, ISBN 978-3-42336-077-7
- The Cerebral Symphony: Seashore Reflections on the Structure of Consciousness. (1989)
  - deutsch: Die Symphonie des Denkens. Wie Bewußtsein entsteht. 1993, Carl Hanser Verlag, ISBN 978-3-44617-279-1
- The Ascent of Mind: Ice Age Climates and the Evolution of Intelligence. (1990)
  - deutsch: Der Schritt aus der Kälte. 2000, Carl Hanser Verlag, ISBN 978-3-42333-058-9
- How the Shaman Stole the Moon: In Search of Ancient Prophet-Scientists from Stonehenge to the Grand Canyon. (1991)
  - deutsch: Wie der Schamane den Mond stahl. 1998, dtv, ISBN 978-3-42333-022-0
- Conversations with Neil's Brain: The Neural Nature of Thought and Language. (1994)
  - deutsch: Einsicht ins Gehirn. Wie Denken und Sprache entsteht. 1995, mit George Ojemann, Carl Hanser Verlag ISBN 978-3-44618-272-1
- How Brains Think (1996)
  - deutsch Wie das Gehirn denkt. Die Evolution der Intelligenz. 2004, Springer Spektrum, ISBN 978-3-82740-240-0
- The Cerebral Code (1996)
  - deutsch: Die Sprache des Gehirns. Wie in unserem Bewußtsein Gedanken entstehen. 2002, Carl Hanser Verlag, ISBN 978-3-42333-074-9